# Ancien marché de Saint-Paul
L'ancien marché de Saint-Paul est une ancienne halle de l'île de La Réunion, département et région d'outre-mer français dans le sud-ouest de l'océan Indien. Situé à Saint-Paul, dans l'ouest de l'île, il est inscrit monument historique en 2012.